# Ladies Love Outlaws
Ladies Love Outlaws es un álbum de estudio del cantautor estadounidense Tom Rush. Fue publicado en septiembre de 1974 a través de Columbia Records.

## Grabación y contenido
Las sesiones de grabación del álbum tuvieron lugar en Mediasound, un estudio ubicado en Nueva York. Mark Spector produjo Ladies Love Outlaws mientras que Alan Varner se desempeñó como ingeniero de audio e ingeniero en mezclas. Una vez completas las sesiones de grabación, Stewart Romain masterizó el álbum en Frankford-Wayne Mastering Labs, un estudio ubicado en Nueva York. Ladies Love Outlaws contenía diez canciones. Muchos de los temas del álbum eran versiones de material previamente grabado por otros artistas. Esto incluyó la canción que da nombre al álbum, que fue escrita por Lee Clayton y originalmente interpretada Waylon Jennings. También incluía una versión de «Maggie», adaptada por el propio Rush a partir de los escritos de los compositores George W. Johnson y James Austin Butterfield. Ladies Love Outlaws incluía una versión orquestada del estándar acústico de Rush de 1968 «No Regrets», con Carly Simon en los coros y un solo de guitarra eléctrica por Elliott Randall.

## Promoción
Para promocionar el álbum, Rush se embarcó en una gira musical de seis meses en los Estados Unidos. Fue respaldado por la banda estadounidense Orphan. En la gira de conciertos de seis meses se incluyen 12 fechas con las estrellas de Columbia Loggins and Messina, 11 apariciones en clubes que se transmitirán simultáneamente por radio FM, y un concierto que se transmitirá en la Red Nacional de Radio Pública y llegará a 175 estaciones de radio de servicio público en todo el país.

## Recepción de la crítica
Un escritor no especificado de Record World declaró: “Rush fue uno de los pocos intérpretes que surgió del resurgimiento del folk de los años 60. Su talento como buscador de canciones no ha disminuido y su voz suave y profunda brinda pleno apoyo a las letras que elige”.

## Rendimiento comercial
El álbum debutó en el número 173 de la lista Billboard Top LPs & Tape el 19 de octubre de 1974. Alcanzó el puesto número 124 en la lista el 16 de noviembre, su quinta semana en la lista, donde permaneció 1 semana más. El álbum estuvo en la lista durante nueve semanas.

## Lista de canciones
| Lado uno |                                  |                                |          |  |
| N.º      | Título                           | Escritor(es)                   | Duración |  |
| 1.       | «Ladies Love Outlaws»            | Lee Clayton                    | 2:28     |  |
| 2.       | «Hobo's Mandolin»                | Michael Smith                  | 3:12     |  |
| 3.       | «Indian Woman from Wichita»      | Wayne Berry                    | 4:19     |  |
| 4.       | «Maggie»                         | tradicional, arr. por Tom Rush | 3:32     |  |
| 5.       | «Desperados Waiting for a Train» | Guy Clark                      | 3:30     |  |

| Lado dos |                   |                |          |  |
| N.º      | Título            | Escritor(es)   | Duración |  |
| 1.       | «Claim on Me»     | Clayton        | 4:08     |  |
| 2.       | «Jenny Lynn»      | Richard Dean   | 2:59     |  |
| 3.       | «Black Magic Gun» | Berry          | 3:26     |  |
| 4.       | «No Regrets»      | Rush           | 5:41     |  |
| 5.       | «One Day I Walk»  | Bruce Cockburn | 2:15     |  |

## Posicionamiento
| Gráfica (1974)                            | Pico de posición |
| ----------------------------------------- | ---------------- |
| Estados Unidos (Billboard Top LPs & Tape) | 124              |